# 布袋線

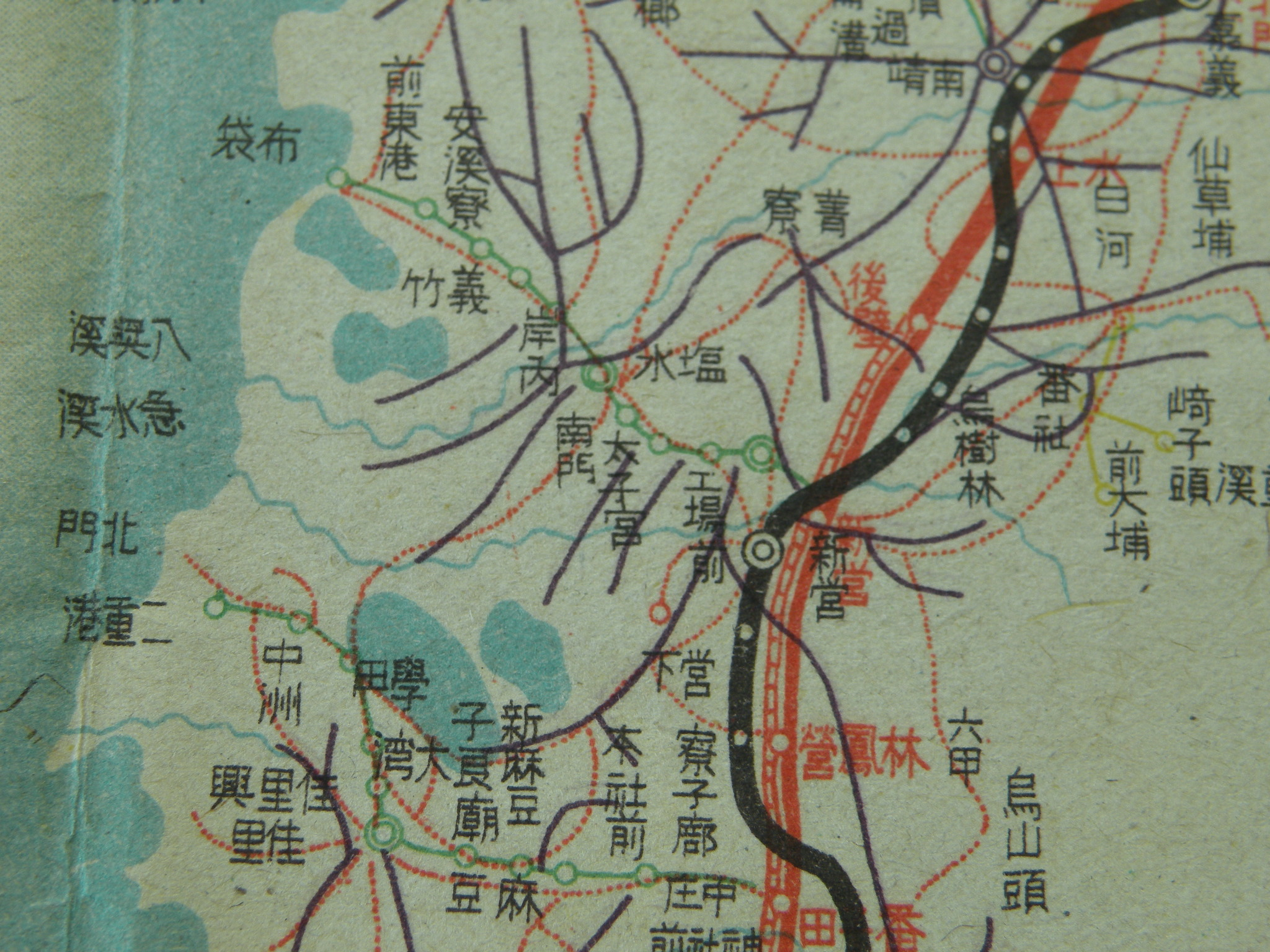
1941年（昭和16年）の新営付近の鉄道路線図

布袋線（ほていせん、正体字: 布袋線）は、台湾台南市新営区の新営駅から、嘉義県布袋鎮を結んでいた台湾糖業公司新営総廠が経営していた軽便鉄道である。

## 概要

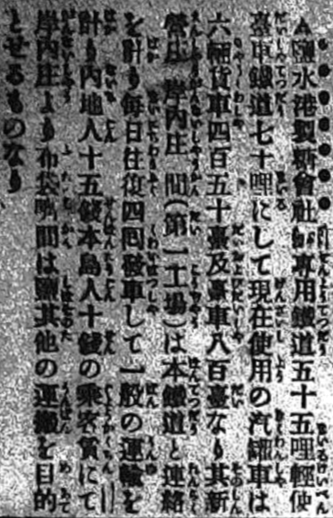
台湾日日新報の塩水港製糖客運線の記事（1909年（明治42年）3月）

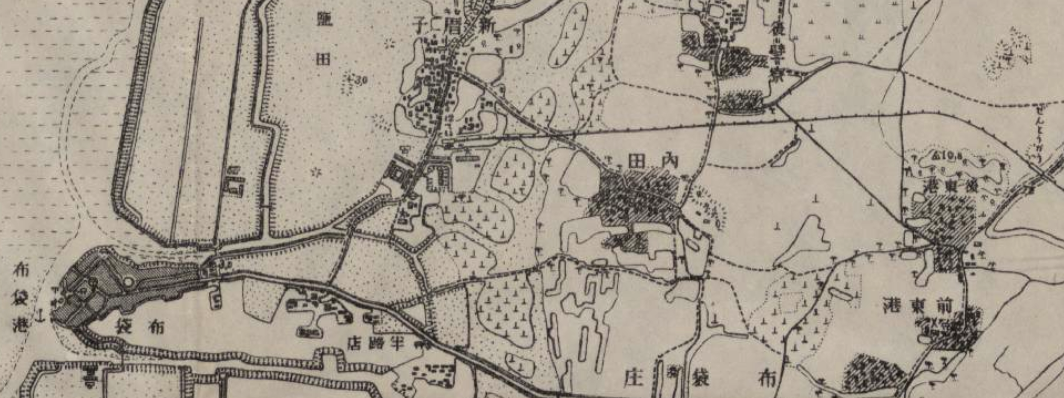
1926年（大正15年）の地図。布袋（ほてい）と前東港（せんとうかう）の名がある。布袋駅は郊外に位置している。

縦貫線のルートを選定するとき、嘉義から曽文渓の間は、鹽水港（現在の塩水）や新營庄（現在の新営）を通るとされていた。当時、新営から塩水を経由して北門嶼（現在の北門区）に至る支線を別に建設し、輸送量不足を補うことが研究・議論されていた。、しかし、この計画は建設に至らず未成線となった。
新営-塩水-布袋間の鉄道運輸は、間もなく製糖会社によって完成した。塩水港製糖に属し、旅客輸送業務も行った。鉄道部の資料によると、新営庄-塩水港間5マイル3フィートが1909年（明治42年）5月20日に営業を開始する。これが台湾で初めての製糖鉄道における定期旅客営業路線である。
そして、同年3月4日の台湾日日新報によると、新営庄-岸内庄（第一工場）間の旅客営業列車は1日4往復、運賃は内地人（日本人）は15銭、本島人（台湾人）は10銭とされている。1913年（大正2年）3月8日、営業区間を布袋嘴（現在の布袋）まで延長する。
戦後、数度における改良が行われた。糖鉄新営駅は元々台鉄新営駅の側（現在は停車場）にあったが、老朽化がひどく、1950年に100mほど移転し、現在に至っている。また、布袋駅はかつて郊外に位置しており、住民などの要求によって、台塩公司所有の塩業鉄道を利用して市街地に近い半路店駅まで750m延伸したが、数年で廃止された。沿線の各駅は立て直されており、大部分は日本統治時代の面影を残していない。
本線は軌間762mmの狭軌鉄道であったが、新営-岸内間は軌間1,067mmの新岸線が平行して走っており、762mmと1,067mmの三線軌条となっていた。新岸線は台鉄の貨物列車の入線が岸内まで認められていた。

## 路線データ
- 経営管轄：台湾糖業股份有限公司

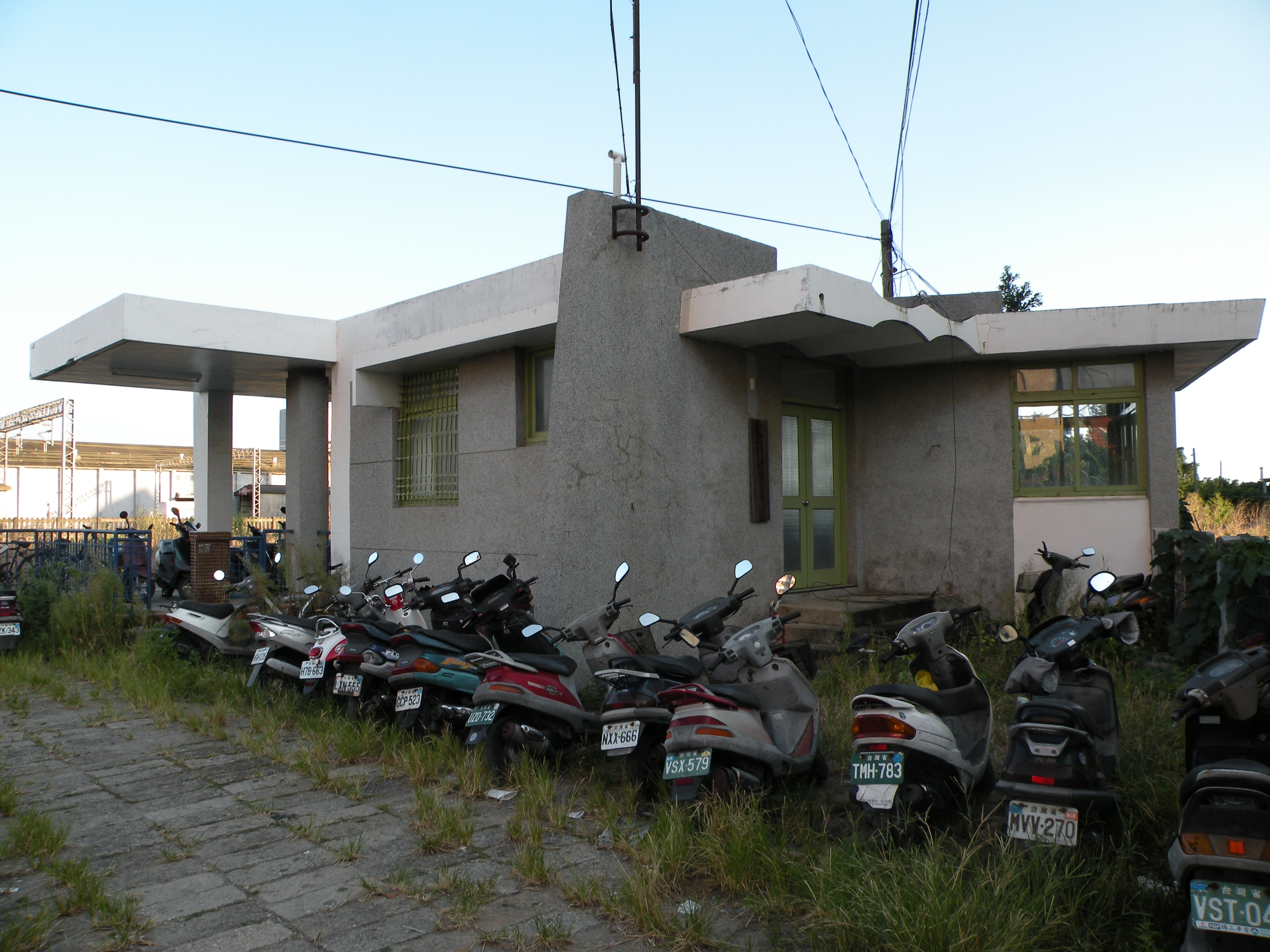
糖鉄新営駅

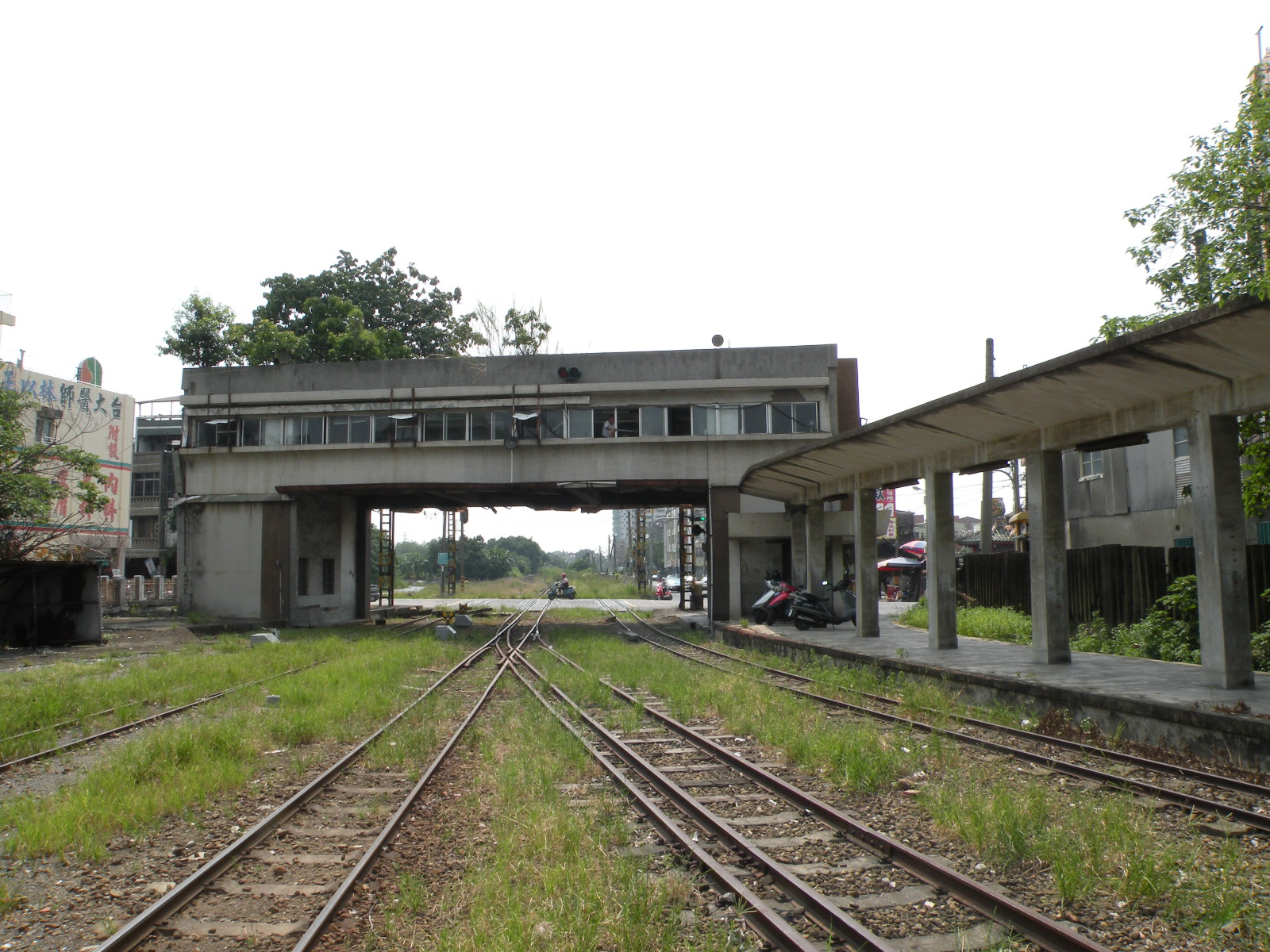
廠前駅。布袋線と新岸線の三線軌条が見られる

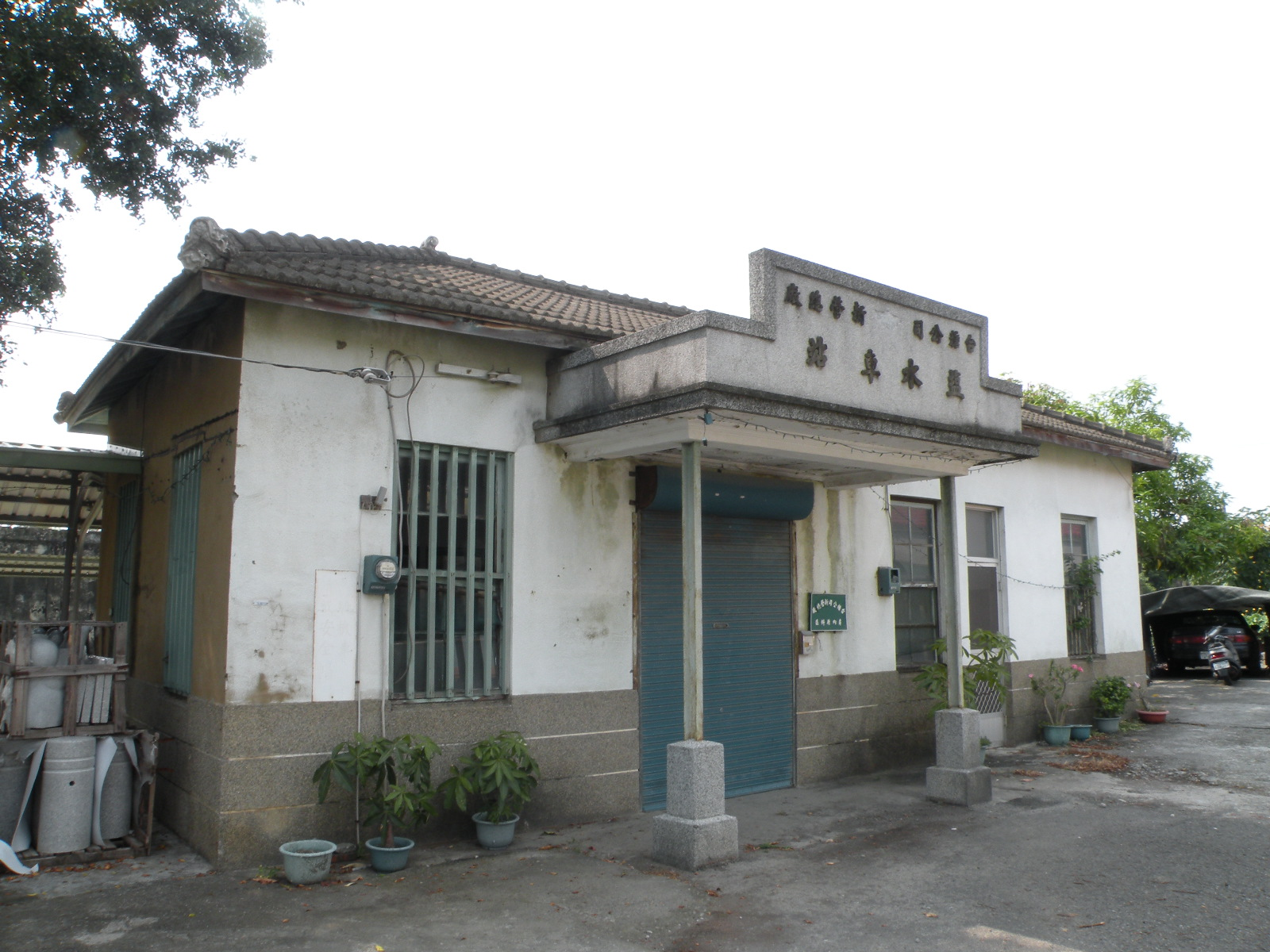
塩水駅

- 路線距離（営業キロ）新営 - 布袋間：21.1km
- 軌間：762mm
- 駅数：15駅（起・終点駅含む）
- 複線区間：無し（全線単線）
- 電化区間：無し（全線非電化）

## 沿革
- 1909年（明治42年）5月20日　新営庄-塩水港間の旅客輸送を開始する。途中駅は存在しなかった。[2]
- 1913年（大正2年）3月8日　旅客輸送が布袋嘴まで延長される。岸内、義竹囲、安渓寮、前東港、布袋嘴が開業する。[5]
- 1919年（大正8年）11月14日　工場前駅が開業する。[5]
- 1920年（大正9年）　行政区画が変更され、それに合わせて駅名を改称する。
  - 新営庄駅→新営駅
  - 塩水港駅→塩水駅
  - 義竹囲駅→義竹駅
  - 布袋嘴駅→布袋駅
- 1922年（大正11年）3月30日　太子宮駅が開業する。[5]
- 1928年（昭和3年）6月12日　南門駅が開業する。[5]
- 1938年（昭和13年）10月1日　パルプ工場前駅と当駅からパルプ工場駅までを結ぶ支線が開業する。[4]
- 1939年（昭和14年）5月20日　修理工場前駅が開業する。
- 1940年（昭和15年）4月10日　埤子頭駅が開業する。[5]
- 第二次世界大戦後　駅名を改称する。
  - 工場前駅→廠前駅
  - 修理工場駅→修理廠前駅
  - パルプ工場前駅→東太子宮駅
  - パルプ工場駅→紙漿廠駅
  - 南門駅→廃止[5]
- 1950年　糖鉄新営駅を現在地へ約100mほど移転させる。[4]
- 1954年3月1日　布袋線を半路店駅まで延伸し、典礼が挙行される。[4]
- 1954年4月1日　太子宮駅を無人駅とする。[5]
- 1956年7月1日　修理工場前駅を工作站前駅と改称し、旅客貨物業務を停止する。[5]
- 1959年　半路店駅を廃止し、布袋駅が再度終着駅となる。[4]
- 1974年　現在の廠前駅の使用を開始し、駅・配置室・南信号所などの業務を兼ねるようになる。[4]
- 1979年　布袋線と学甲線が同時に旅客輸送を停止する。[6]

## 保存状況
- 新営-塩水間の路線はほぼ残っており、新営・廠前・東太子宮・太子宮・塩水の各駅は今なお存在している。一部の平面交差は既に撤去されている。
- 塩水-半路店間の路線はほぼ撤去されており、義竹駅が現存しているのみである。

## 駅一覧
新営 - 廠前 - （南信号所） - 工作站前 - 東太子宮 - 太子宮 - 塩水 - 岸内 - 義竹 - 埤子頭 - 安渓寮 - 前東港 - 振寮 - 布袋 - 半路店